# Kamov Ka-10
Kamov Ka-10 (tên mã NATO Hat) là một loại trực thăng thám sát một chỗ của Liên Xô, bay lần đầu năm 1949.

## Biến thể
- Ka-10:
- Ka-10M:

## Quốc gia sử dụng
- Liên Xô

## Tính năng kỹ chiến thuật
Dữ liệu lấy từ The Osprey Encyclopedia of Russian Aircraft 1875–1995
Đặc điểm tổng quát
- Kíp lái: 1
- Chiều dài: 3.70[3] m (12 ft 1Bản mẫu:3/4 in)
- Đường kính rô-to chính: 2× 6.12 m (20 ft 1 in)
- Chiều cao: 2.5 m (8 ft 21⁄2 in)
- Diện tích rô-to chính: 58.8 m2 (633 ft2)
- Trọng lượng rỗng: 234 kg (516 lb)
- Trọng lượng có tải: 375 kg (827 lb)
- Powerplant: 1 × Ivchenko AI-4V, 41 kW (55 hp) mỗi chiếc

Hiệu suất bay
- Vận tốc cực đại: 90 km/h (56 mph)
- Tầm bay: 95 km (59 dặm)
- Trần bay: 1.000 m (3.300 ft)